# Organisation juridictionnelle en république démocratique du Congo
Le système de justice en république démocratique du Congo mis en place par la Constitution de la IIIe république est indépendant des pouvoirs exécutif et législatif.
Il est composé de différents tribunaux (tribunal de paix, tribunal de grande instance, tribunal du travail et du tribunal de commerce) qui représentent la première instance ensuite des cours d'appel comme deuxième instance et finalement à son sommet, la Cour constitutionnelle, la Cour de cassation et le Conseil d’État qui selon la constitution de la IIIe république remplace l’ancienne Cour suprême de Justice.